# Chavenat
Chavenat is een plaats en voormalige gemeente in het Franse departement Charente (regio Nouvelle-Aquitaine) en telt 182 inwoners (1999). De plaats maakt deel uit van het arrondissement Angoulême. Op 1 januari 2016 fuseerde de gemeente met Charmant en Juillaguet tot de gemeente Boisné-La Tude. 

## Geografie
De oppervlakte van Chavenat bedraagt 9,6 km², de bevolkingsdichtheid is 19,0 inwoners per km².
De onderstaande kaart toont de ligging van Chavenat met de belangrijkste infrastructuur en aangrenzende gemeenten.

## Demografie
Onderstaande figuur toont het verloop van het inwonertal (bron: INSEE-tellingen).